# Aulacocyclus tambourinensis
Aulacocyclus tambourinensis es una especie de coleóptero de la familia Passalidae.

## Distribución geográfica
Habita en Queensland (Australia).